# 鲁迪·舒曼
鲁迪·舒曼（德語：Rudi Schumann，1947年2月15日—），德国男子排球运动员。他曾代表东德参加1968年和1972年夏季奥林匹克运动会排球比赛，其中1972年奥运会获得一枚银牌。